# Adeytown
Adeytown is een plaats in de Canadese provincie Newfoundland en Labrador. De plaats bevindt zich aan de oostkust van het eiland Newfoundland en maakt deel uit van het local service district Random Sound West.

## Geografie
Adeytown ligt aan een inham aan de zuidwestelijke oever van Northwest Arm, een lange zeearm aan Newfoundlands oostkust. Het kleine dorp ligt vlak naast de Trans-Canada Highway (NL-1). De plaats ligt 1 km ten zuiden van Deep Bight en 4 km ten noorden van Hillview.
Het dorp is bereikbaar via een afrit op de Trans-Canada Highway en via een parallel daaraan lopende weg die naar Deep Bight leidt.

## Geschiedenis
In 1999 kreeg de plaats voor het eerst beperkt lokaal bestuur doordat ze tezamen met buurdorp Hillview deel ging uitmaken van het nieuw opgerichte local service district (LSD) Hillview-Adeytown.
Door een fusieoperatie maakte Adeytown vanaf 2008 deel uit van het LSD Hillview-Adeytown-Hatchet Cove-St. Jones Within. Dat LSD veranderde in 2009 van naam tot Random Sound West en werd bij een verdere fusie in 2010 opnieuw aanzienlijk uitgebreid.

## Demografie
Tussen 1991 en 1996 steeg de bevolkingsomvang van Adeytown van 64 naar 71. Vanaf de volkstelling van 2001 worden er niet langer aparte censusdata voor Adeytown bijgehouden. Sindsdien kende het gebied, net zoals de meeste afgelegen plaatsen op Newfoundland, een aanzienlijke bevolkingsdaling.